# Tara VanDerveer
Tara VanDerveer (nacida el 26 de junio de 1953 en Boston, Massachusetts) es una entrenadora de baloncesto estadounidense femenino que ejerce desde hace 35 años como entrenadora en la NCAA, además de haber sido seleccionadora Estados Unidos durante 3 años.

## Trayectoria
- Universidad de Idaho (1978-1980)
- Universidad de Ohio State (1980-1985)
- Universidad de Stanford (1985-)
- Estados Unidos (1993-1996)